# Valverde (Mirandela)
Valverde, auch Valverde da Gestosa, ist ein Ort und eine ehemalige Gemeinde im Norden Portugals.

## Geschichte
Der heutige Ort wurde vermutlich im Zuge der Neubesiedlungen während der mittelalterlichen Reconquista gegründet, wahrscheinlich im 12./13. Jh. durch den Johanniter-Hospitalorden, der dieses Gebiet erhielt.
Valverde blieb eine Gemeinde im Kreis Lamas de Orelhão, bis zu dessen Auflösung 1853. Seither ist Valverde eine Gemeinde des Kreises Mirandela.
Im Zuge der Gebietsreform in Portugal 2013 wurde die Gemeinde Valverde aufgelöst und mit Barcel und Marmelos zu einer neuen Gesamtgemeinde zusammengeschlossen.

## Sehenswürdigkeiten
Neben der Natur, die über Wanderwege der Kreisverwaltung Mirandela erschlossen ist, befinden sich einige Baudenkmäler in Valverde:
- Igreja de Nossa Senhora da Expectação, die Gemeindekirche von Valverde[1]
- Fonte em Valverde, Steinbrunnen in Valverde[2]
- Kapelle

## Verwaltung
Valverde war Sitz einer gleichnamigen Gemeinde (Freguesia) im Kreis (Concelho) von Mirandela im Distrikt Bragança. Die Gemeinde hatte 144 Einwohner und eine Fläche von 17,59 km² (Stand 30. Juni 2011).
Die Gemeinde bestand nur aus dem namensgebenden Ort.
Mit der Gebietsreform vom 29. September 2013 wurden die Gemeinden Valverde, Barcel und Marmelos zur neuen Gemeinde União das Freguesias de Barcel, Marmelos e Valverde da Gestosa zusammengeschlossen. Barcel wurde Sitz der neuen Gemeinde.